# Süvahavva
Süvahavva – wieś w Estonii, w prowincji Põlva, w gminie Veriora.